# Kalium-40
Kalium-40 (40K) är en naturligt förekommande radioaktiv isotop av kalium med en halveringstid på 1,251 miljarder år och utgör 0,012 procent av allt kalium på jorden. Kalium-40 omvandlas vanligtvis genom betasönderfall till kalcium-40 (89,28%) enligt:
{\displaystyle \mathrm {{}_{19}^{40}K} \rightarrow \mathrm {{}_{20}^{40}Ca} +\mathrm {e} ^{-}+{\overline {{\nu }_{\mathrm {e} }}}\quad }
I nästan alla övriga fall (10,72%) sker elektroninfångning till argon-40 genom:
{\displaystyle \mathrm {{}_{19}^{40}K} +\mathrm {e} ^{-}\rightarrow \mathrm {{}_{18}^{40}Ar} +{\nu }_{\mathrm {e} }\quad }
men sällsynt förekommer även β+-sönderfall (i 0,001% av fallen):
{\displaystyle \mathrm {{}_{19}^{40}K} \rightarrow \mathrm {{}_{18}^{40}Ar} +\mathrm {e} ^{+}+{\nu }_{\mathrm {e} }\quad }
Omvandlingen till argon är viktig inom geologi där den används för åldersbestämning av mineral och bergarter (kalium-argondatering).
Det kalium-40 som finns i människorkroppen ger en normal person en stråldos på knappt 0,2 mSv/år
, vilket är en icke försumbar andel av den bakgrundsstrålning som människor exponeras för oavsett andra miljö- och livsstilsfaktorer.